# Ed ora… raccomanda l’anima a Dio!
Ed ora… raccomanda l’anima a Dio! ist ein Italowestern – der zweite – aus der italienischen Serienproduktion von Demofilo Fidani; er wurde in Deutschland nicht aufgeführt. Der Titel lautet übersetzt: Und jetzt… befiehl die Seele zu Gott!.

## Inhalt
Stanley Missouri und Steve Cooper reisen mit der Postkutsche nach Denver City. Sie werden von Banditen überfallen; die beiden werden bei ihrem Kampf gegen sie vom Passagier Sanders unterstützt. Beim Plausch wird klar, dass Stanley das Massaker an seiner Familie rächen und Steve verschwundenes Gold wieder entdecken möchte; für beides ist Jonathan Clay und seine Bande verantwortlich. Auch Sanders hat einen Grund für seine Reise.
In der Stadt eingetroffen, erhalten sie von offizieller Stelle keine Hilfe; Clay versucht, sie aus dem Weg zu räumen. Sanders kann das Gold finden, Cooper zwingt Clay, wenigstens das Erbe an ihn auszuhändigen, bevor er ihn erschießt.

## Kritiken
„Dramaturgisch ist der Film höchst ungeschickt; er macht die Unfähigkeit seines Schöpfers deutlich, eine Geschichte fesselnd zu erzählen.“

„Trashwestern vom Untalent.“

## Sonstiges
- Fabio Testi spielte in diesem Films eine erste Hauptrolle.
- Der Darsteller Fardin (1930–2000) war ein Iraner, der in diesem Film seine einzige Rolle in einem westlichen Film spielte.
- Die Stadt im Film hat als Ortsschild Denwer City...
- Das Filmlied Just a coward wird gesungen von Mary Usuah.